# Nemo (software)
Nemo is een vrij en open source bestandsbeheerder. Het is de officiële bestandsbeheerder van de desktopomgeving Cinnamon. Nemo wordt standaard meegeleverd met diverse distro's waaronder Linux Mint en Ubuntu Budgie.

## Geschiedenis
De eerste stabiele versie werd uitgebracht in juli 2012 als fork van Nautilus. De ontwikkelaars van Linux Mint waren ontevreden over de ontwikkeling van Nautilus en noemden versie 3.6 "a catastrophe". De nieuwe bestandsbeheerder werd vernoemd naar kapitein Nemo, de protagonist van Jules Vernes Twintigduizend mijlen onder zee die de wereldzeeën bevaart met zijn duikboot 'Nautilus'. Nemo is sinds Linux Mint 14 Nadia de standaard bestandsbeheerder van deze distro. Vanaf versie 20.04 LTS werd Nemo op verzoek van de gemeenschap tevens de standaard bestandsbeheerder van Ubuntu Budgie dat daarvóór Nautilus gebruikte.